# Joan Capri
Joan Camprubí Alemany, conocido artísticamente como Joan Capri (Barcelona 10 de julio de 1917 - 4 de febrero de 2000) fue un actor, humorista y monologuista español.

## Biografía
Se formó como actor en el teatro de aficionados. Fue en el teatro donde desarrolló la mayor parte de su carrera artística. Destacó en los escenarios por su sentido del humor. «Si me dediqué al teatro era porque no servía para nada más», solía declarar a menudo. En los años 1960 fueron muy populares en Cataluña sus discos con monólogos de humor en catalán. 
En 1952 se introdujo en el cine, aunque actuó en pocas películas y sólo en dos fue protagonista. 
Entre 1957 y 1976 fueron frecuentes sus actuaciones en el Teatro Romea de Barcelona. Entre las más de veinte obras que interpretó, destacan: 
- Romeo de 5 a 9/(1957)
- La nariz de Cyrano (1959)
- Un médico imaginario (1965)
- Que vaya de gusto, señor comisario (1972)
- El amigo del ministro (1972)
- Aquí el inspector Cristóbal... cambio (1974)
- Don Juan Tenorio que 1976.

En 1980 llegaría uno de los éxitos que le darían mayor popularidad de su carrera: la serie El Dr. Caparrós, que TVE emitiría durante años en el circuito catalán, y en el que interpretó el papel protagonista, junto a actores como María Matilde Almendros, su amigo Carles Lloret y un joven Joan Pera. 
En diciembre del 1997, la Sociedad General de Autores y Editores de España (SGAE), editó sus 22 monólogos en un disco titulado “El millor de Joan Capri” (Lo mejor de Joan Capri). 
El abril de 1998, David Escamilla publicó un libro editado por Columna y titulado “Capri t’estimem” (Capri te queremos), que hace un recorrido por toda su vida.
Falleció el 4 de febrero de 2000 de fallo cardíaco tras ser ingresado en el hospital, unos días antes, con graves quemaduras a causa de un cortocircuito sufrido en su casa.
Hoy en día una plaza lleva su nombre en el barrio de Santa Caterina en su ciudad natal: Barcelona.

## Filmografía
- 1953 Concierto mágico. De Rafael J. Salvia
- 1953 Vuelo 971. De Rafael J. Salvia
- 1954 El Padre Pitillo. De Juan de Orduña
- 1954 Cañas y barro. De Juan de Orduña
- 1955 Zalacaín el aventurero. De Juan de Orduña
- 1956 La legión del silencio. De José María Forqué
- 1956 Sucedió en mi aldea
- 1957 Un tesoro en el cielo
- 1957 Juanillo, papá y mamá. De Lorenzo Gicca Palli
- 1964 Los felices 60
- 1968 El Baldiri de la costa. De José María Font
- 1969 El abogado, el alcalde y el notario. De José María Font

## Premios
- 1982: Creu de Sant Jordi de la Generalidad de Cataluña.
- 1997: Medalla de Oro al Mérito Artístico del Ayuntamiento de Barcelona.